# Mosca tsé-tsé

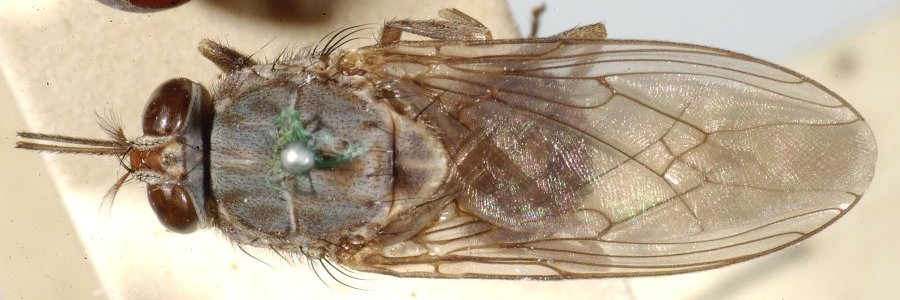
Glossina palpalis.

Glossina Wiedemann, 1830 é um género de moscas da família Glossinidae (anteriormente integrado na família Muscidae) que inclui as espécies conhecidas pelo nome comum de moscas tsé-tsé, nome com origem nas línguas manto da África equatorial. Estas espécies transmitem Trypanosoma brucei, o tripanossoma causador da doença do sono. Como muitos insetos, essas moscas não põem ovos, mas sim as larvas, diretamente no solo, onde se enterram. Poucas horas depois elas se tornam pupas (forma intermediária entre a larva e o inseto adulto) com duros casulos castanhos. Após seis semanas estão adultas, prontas para carregar os tripanossomas.

## Descrição
Existem três grupos desta mosca, todas hematófilas.
É encontrada desde o lago Chade e do Senegal, ao oeste, até o lago Vitória, ao leste. Esta região é banhada pelo Rio Congo e seus afluentes, sendo conhecida como Coração Verde do Continente Africano. A umidade do local favorece o aparecimento de insetos das mais diversas espécies.
Os problemas causados pelo fato deste inseto ser o transmissor da doença do sono têm levado as autoridades da área de saúde a cogitar em programas de extermínio.
Suas características principais são:
- Tamanho: Até 1 cm de comprimento
- Cor: âmbar com abdômen (na parte de trás) listrado
- Boca: Em forma de tubo delgado
- Cabeça: Apresenta um sulco na frente da cabeça
- Asas: transparentes
- Inseto sugador

## Espécies
O género Glossina é normalmente dividido em três grupos de espécies, com base na sua distribuição geográfica, comportamento e morfologia:
- Grupo morsitans (moscas tsé-tsé das savanas)

Glossina austeni (Newstead, 1912)
Glossina longipalpis (Wiedemann, 1830)
Glossina morsitans (Wiedemann, 1850)
Glossina morsitans morsitans (Wiedemann, 1850)
Glossina morsitans centralis (Machado, 1970)
Glossina morsitans submorsitans (Newstead, 1911)
Glossina pallidipes (Austen, 1903)
Glossina swynnertoni (Austen, 1923)
- Grupo fusca (moscas tsé-tsé das regiões florestadas)

Glossina brevipalpis (Newstead, 1911)
Glossina fusca (Walker, 1849)
Glossina fusca fusca (Walker, 1849)
Glossina fusca congolensis (Newstead and Evans, 1921)
Glossina fuscipleuris (Austen, 1911)
Glossina frezili (Gouteux, 1987)
Glossina haningtoni (Newstead and Evans, 1922)
Glossina longipennis (Corti, 1895)
Glossina medicorum (Austen, 1911)
Glossina nashi (Potts,1955)
Glossina nigrofusca (Newstead, 1911)
Glossina nigrofusca nigrofusca (Newstead, 1911)
Glossina nigrofusca hopkinsi (Van Emden, 1944)
Glossina severini (Newstead, 1913)
Glossina schwetzi (Newstead and Evans, 1921)
Glossina tabaniformis (Westwood, 1850)
Glossina vanhoofi (Henrard, 1952)
- Grupo palpalis (moscas tsé-tsé das áreas ripícolas)

Glossina caliginea (Austen, 1911)
Glossina fuscipes (Newstead, 1911)
Glossina fuscipes fuscipes (Newstead, 1911)
Glossina fuscipes martinii (Zumpt, 1935)
Glossina fuscipes quanzensis (Pires, 1948)
Glossina pallicera (Bigot, 1891)
Glossina pallicera pallicera (Bigot, 1891)
Glossina pallicera newsteadi (Austen, 1929)
Glossina palpalis (Robineau-Desvoidy, 1830)
Glossina palpalis palpalis (Robineau-Desvoidy, 1830)
Glossina palpalis gambiensis (Vanderplank, 1911)
Glossina tachinoides (Westwood, 1850)
Estas espécies têm distribuição natural em, entre o Sahel e o Kalahari,incluido as regiões de selvas onde também se encontra a malária, outro tipo de doença transmitida por insectos, no caso mosquitos.